# ويلي ويلنس
ويلي ويلنس ، من مواليد 19 أكتوبر 1954 ، لاعب كرة قدم بلجيكي سابق.
لعب مع منتخب بلجيكا لكرة القدم.

## روابط خارجية
- ويلي ويلنس على موقع الاتحاد البلجيكي (الإنجليزية)
- ويلي ويلنس على موقع قاعدة بيانات كرة القدم.إي يو (الإنجليزية)
- ويلي ويلنس على موقع ناشيونال فوتبول تيمز (الإنجليزية)
- ويلي ويلنس على موقع عالم كرة القدم.نت (الإنجليزية)